# Ес-Сухна
Ес-Сухна (араб. السخنة, переклад: «Гарячі [джерела]») — місто в центрі Сирії, що знаходиться у підпорядкуванні провінції Хомс, розташоване на сході провінції, у Сирійській пустелі. Через місто проходить траса, що простягається з південного заходу (з'єднує Тадмур, Дамаск, Хомс та узбережжя Середземного моря) на схід, у напрямку Дейр-ез-Зора та далі у провінцію Аль-Хасаке. Крім того, у місті є відгалуження другорядної траси, яка веде на північ, до міста Ар-Ракка. Відповідно до даних Сирійського центрального бюро статистики, за переписом 2004 р., населення міста становило 16 173 осіб. Більшість населення сповідує суннітську течію ісламу. Ес-Сухна привабило сотні мешканців з найближчих сіл у минулому столітті та наразі є діючим центром видобутку природного газу.